# Raimundo Nonato Tavares da Silva
Raimundo Nonato Tavares da Silva, detto Bobô (Senhor do Bonfim, 28 novembre 1962), è un ex calciatore e allenatore di calcio brasiliano, di ruolo centrocampista.

## Caratteristiche tecniche
Giocava come centrocampista, ricoprendo il ruolo di laterale destro offensivo. Era dotato di una innata eleganza nel gioco, tanto da essere citato dal cantautore brasiliano Caetano Veloso nella sua canzone Reconvexo per questa sua qualità.

## Carriera

### Club
Crebbe nei settori giovanili di Bahia Jovem e Catuense, entrambe società dello Stato di Bahia: fu scoperto da João Correia, tecnico della squadra giovanile del Catuense, e con tale squadra Bobô fece il suo esordio nel 1982. Recuperatosi da un infortunio ai legamenti del ginocchio del 1983 solo l'anno successivo, risaltò per la sua abilità durante il Campionato Baiano, durante il quale guidò il Catuense (che aveva assunto l'ex commissario tecnico della Nazionale Aymoré Moreira) a una buona prestazione in àmbito statale, segnando personalmente diciotto reti, classificandosi al secondo posto nella graduatoria dei marcatori. Nel gennaio 1986 passò al Bahia, e vinse alla prima stagione il titolo statale, conquistato con quattro giornate d'anticipo, affermandosi principalmente insieme a Cláudio Adão; Rimase sette mesi lontano dai campi da gioco per un infortunio (nuovamente ai legamenti), e giocò quindici partite nel corso del campionato brasiliano 1987. L'annata seguente vide il Bahia, con Evaristo de Macedo in panchina, conquistare a sorpresa il titolo nazionale, con Bobô in un ruolo di primo piano: nella partita finale, segnò una doppietta all'Estádio da Fonte Nova contro l'Internacional, che risultò poi decisiva per la vittoria del Brasileirão. Messosi in evidenza con sei reti in ventiquattro incontri, entrò nel mirino del San Paolo che lo acquistò nel 1989 per 900.000 dollari. Vinto il titolo statale, ben figurò anche nel torneo nazionale, conquistando per il secondo anno consecutivo la Bola de Prata della rivista Placar. Lasciò la compagine paulista nel 1990 per trasferirsi in prestito al Flamengo: con la società di Rio de Janeiro fece parte della rosa dei vincitori della Coppa del Brasile 1990. Nel 1991 venne ceduto al maggiore rivale del Flamengo, il Fluminense, con cui giocò bene, particolarmente quando era affiancato dal centravanti Ézio. Nel 1993 passò in due società: dapprima il Corinthians di San Paolo, club in cui venne ben accolto dalla tifoseria; nel secondo semestre fece parte della rosa dell'Internacional di Paulo Roberto Falcão. Trascorso il 1994 nell'inattività a causa di un contenzioso aperto con la società del Corinthians, tornò a giocare con il Catuense nel 1995. Dopo un positivo campionato Baiano, tornò al Bahia, ove chiuse la carriera nel 1997.

### Nazionale
Bobô fu convocato in Nazionale da Sebastião Lazaroni nel 1989, sulla scia delle sue buone prestazioni nel calcio brasiliano. Scese in campo per la prima volta il 12 aprile 1989 contro il Paraguay a Teresina, in un incontro amichevole. Giocò settantaquattro minuti prima di essere sostituito da Cristóvão. Tornò a vestire la maglia verde-oro il 10 maggio, a Fortaleza contro il Perù, disputando i primi ottanta minuti e venendo rilevato da Zé Carlos. L'ultima partita di Bobô con il Brasile fu il 24 maggio a Lima, sempre contro la selezione peruviana, ove uscì al minuto numero sessantotto per fare spazio e Edu Manga.

## Palmarès

### Club

#### Competizioni nazionali
- Campionato Baiano: 3

Bahia: 1986, 1987, 1988
- Campionato brasiliano: 1

Bahia: 1988
- Campionato paulista: 1

San Paolo: 1989
- Coppa del Brasile: 1

Flamengo: 1990

### Individuale
- Bola de Prata: 2

1988, 1989